# Arroyo Gardens (Teksas)
Arroyo Gardens je naseljeno mjesto za statističke potrebe u američkoj saveznoj državi Teksas. Prema popisu stanovništva iz 2010. u njemu je živjelo 456 stanovnika.